# Othello Molineaux
Othello Molineaux (* 1939 in Longdenville) ist ein trinidadischer Steeldrumspieler, der vor allem im Bereich des Jazz tätig war. Am Anfang seiner internationalen Karriere spielte er häufig mit Jaco Pastorius. Danach war er als gefragter Sideman und Feature-Gast bei Musikern wie Monty Alexander, Ahmad Jamal, Chicago und David Johanson tätig.

## Leben und Wirken
Seine Mutter lehrte ihn früh das Klavierspiel, sein Vater spielte Geige. Mit elf Jahren begann er Steeldrum zu spielen, mit 15 konnte er das Instrument bauen und stimmen. Im gleichen Alter gründete er seine erste Band, die Winder Harps. Weitere Ausbildung erhielt er auf den Fatima College und Queen's Royal College. Er verließ Trinidad im Jahr 1967, um eine Karriere als Klavierspieler in Saint Thomas zu verfolgen. Er widmete sich währenddessen weiter der Steeldrum.
In der Jazzszene wurde man 1976 auf ihn aufmerksam, als er auf Jaco Pastorius’ grammy-nominierten Debütalbum erschien. Seitdem war er auf der ganzen Welt in Konzerten vertreten, mit Musikern wie Dizzy Gillespie, Herbie Hancock, Monty Alexander, Weather Report, Joe Zawinul, Carles Benavent und Ahmad Jamal. Im Lauf der Jahre arrangierte er weiter für Steelbands in Trinidad, so die Laventille Serenaders, Valley Harps, Tripoli, East Side Symphony, Nevados, Tobago Starlift und für die Pamberi Steelband für den Panorama Wettbewerb.
Als Auszeichnungen erhielt er 1987 die Commendation from the Ohio House of Representatives und 1991 den Vanguard Award for Outstanding Leadership Among Black Musicians.

## Werke

### Alben
- 1993: It's About Time (Big World Music)

### Sachbuch
- 1999: Beginning Steel Drum (Warner Bros. Publications)

## Auszeichnungen
- 1993: Miami New Times: „Best Jazz Album“ (für It's About Time)[2]